# Cząbry (Lubusz)
Cząbry [pronunciación en polaco: /ˈt͡ʂɔmbrɨ/] es un pueblo ubicado en el distrito administrativo de Gmina Skąpe, dentro del Distrito de Świebodzin, Voivodato de Lubusz, en Polonia occidental. Se encuentra aproximadamente a 3 kilómetros (2 mi) al oeste de Skąpe, a 15 km al suroeste de Świebodzin, a 24 kilómetros al norte de Zielona Góra, y a 67 kilómetros al sur de Gorzów Wielkopolski.
El pueblo tiene una población de 7 habitantes.